# Clidemia collina
Clidemia collina är en tvåhjärtbladig växtart som beskrevs av Henry Allan Gleason. Clidemia collina ingår i släktet Clidemia och familjen Melastomataceae.
Artens utbredningsområde är Panamá. Inga underarter finns listade i Catalogue of Life.